# Будинок, де народився Юрій Лисянський
Будинок, де народився Юрій Лисянський — пам'ятка архітектури та історії місцевого значення в Ніжині. Наразі тут розміщується меморіальний будинок-музей Юрія Лисянського.

## Історія
Спочатку об'єкт було внесено до «списку нововиявлених пам'яток архітектури» під назвою «Будинок священика церкви Іоанна Богослова».
Наказом Міністерства культури та туризму від 14.05.2012 № 478 надано статус «пам'ятник архітектури та історії місцевого значення» з охоронним № 5570-Чр під назвою «Будинок, де народився Ю. Ф. Лисянський».

## Опис
Будинок був побудований у середині XVIII століття. Використовувався як приміщення священиків церкви Іоанна Богослова (розташованої безпосередньо південніше). У цьому будинку в період 1760—1803 роки проживала сім'я ніжинського протоієрея Федора Лисянського. 1773 року в цьому будинку в родині священика Федора Лисянського народився видатний мореплавець, дослідник, письменник, військовий моряк Юрій Лисянський, який був командиром шлюпа «Нева» під час Навколосвітньої подорожі Крузенштерна-Лисянського (1803—1806 роки).
Одноповерховий, Г-подібний у плані будинок із верандою.
На фасаді будинку встановлено меморіальну дошку Юрію Лисянському.
Тут, як і в церкві Іоанна Богослова, розміщувалося Ніжинське відділення Державного архіву Чернігівської області.
На схід від будинку — між будинком та будинком міського комітету КПУ розташований сквер Лисянського, де встановлено пам'ятник Юрію Лисянському (вулиця Гоголя, будинок № 6).